# Rt
Rt je dio kopna koji je isturen u more (ili jezero), a odlikuje ga niska obala. Oko rtova su morske struje i vjetrovi često nepredvidljivi i hiroviti, pa je tu plovidba opasna. U romanskim i germanskim jezicima se za pojam rt koriste nazivi koji korijen vuku od latinske riječi caput - glava ili vrh.

## Popis poznatih rtova
- Europa
  - Gibraltar
  - Rt Kamenjak, (Hrvatska)
  - Zlatni rat, (Hrvatska)
  - Cabo da Roca, (Portugal)
  - Nordkapp, (Norveška)
- Afrika
  - Agulhaški rt, (Južnoafrička Republika)
  - Rt Dobre Nade, (Južnoafrička Republika)
  - Rt Guardafui, (Somalija)
  - Cap-Vert, (Senegal)
- Azija
  - Rt Kanyakumari, (Indija)
- Sjeverna i Južna Amerika
  - Cape Canaveral, (SAD)
  - Cape Cod, (SAD)
  - Rt Farewell, (Grenland)
  - Rt Horn, (Čile)